# Christian Karl Füeßlin
Christian Karl Wilhelm Füeßlin (* 5. Dezember 1783 in Karlsruhe; †  15. Oktober 1854 ebenda) war Oberbürgermeister von Karlsruhe.
Füeßlin war Kaufmann in Karlsruhe und Mitinhaber der Spezerey- und Eisenwarenhandlung Schneider und Füesslin. Im Jahr 1813 war er Mitbegründer und Vorstandsmitglied der späteren Handelskammer. Von 1833 bis 1847 war er Oberbürgermeister der Stadt Karlsruhe. Während seiner Amtszeit wurden die Eisenbahnlinie Karlsruhe – Heidelberg eröffnet und die Gasbeleuchtung eingeführt. 
Er gehörte von 1825 bis 1828 der zweiten Kammer der Badischen Ständeversammlung an.  

## Ehrungen
- 1839 wurde Füeßlin mit dem Ritterkreuz des Ordens vom Zähringer Löwen,[1] geehrt.
- 1960 wurde die Füßlinstraße in der Karlsruher Oststadt nach ihm benannt.